# 公共貸与権
公共貸与権（こうきょうたいよけん、Public Lending Right）は、図書館における資料の貸し出しに対する補償を著者に対して実施する制度である。公貸権（こうたいけん）と略されることが多い。公共貸出権とも呼ばれる。
公貸権は、Public Lending Right という言葉に由来する。無償の貸与を示す貸出権（Lending Right）に公共（Public）の文字が付くため、著作権法上の権利であると誤解されやすい。しかし、実際には、著作者が被る損失の補填をするという報酬請求権であり、著作物利用の許諾権ではない（すなわち、著作権法上の権利ではない）。また、公貸権制度は国家による文化支援の意味を持ち，国の基金によって著作者を支援する国がほとんどである。

## 沿革
1946年、デンマークが世界で初めて導入した。1979年にはイギリスで20年間にわたる議論の末、法律が制定・公布された。以後、カナダ・フィンランド・スウェーデン・ノルウェー・ドイツ・オランダ・ベルギー・オーストリア・イスラエル・豪州・ニュージーランド等で導入されており、欧州委員会（EC）では1992年に全加盟国での導入を義務付ける内容の「貸与権及び貸出権並びに知的所有権分野における著作権に関係する権利に関する1992年11月19日の欧州理事会指令」が成立。イタリア図書館協会は導入に反対を表明しているが、こうした動きに対しECがイタリアやルクセンブルク政府を指令違反により欧州裁判所へ提訴する事態となっている。
また、国際図書館連盟（IFLA）では2004年のブエノスアイレス総会においてスペイン代表から「図書館における公衆への貸出しの防御に関する決議」が発議されたことを受け、2005年4月に制度が一般市民の情報アクセス機会を阻害する要因となるものであってはならないとする旨の声明を公表している。
2021年時点では34ヶ国が公貸権を導入し、台湾とマラウイが導入を検討している。
日本においては、公共図書館は一般市民の情報アクセスの機会保証という設置目的から、そのサービスを有料化することは原則として不可能とされる。ただし、著作権法第38条第5項において、映画の著作物に限り、図書館等で貸与に供する場合は著作権者に対して補償金を支払わなければならない旨が規定されており、限定的範囲で公貸権が導入されている。出版物の著作者に対し図書館が補償金を支払う制度は存在しない。2003年の文化審議会著作権分科会で公貸権について報告があり、反対はなかったものの、日本の図書館の公貸権の付与に関する議論は止まっている。